# Departamento Río Chico (Santa Cruz)
Río Chico es un departamento de la provincia de Santa Cruz, Argentina.
Limita al norte con el departamento Lago Buenos Aires, al este con el de Magallanes, al sur con los de Corpen Aike y Lago Argentino, y al oeste con la República de Chile. Su nombre proviene del río homónimo, que atraviesa el departamento.

## Demografía
El censo 2022 informó una población de 6314 habitantes con un ritmo menor de crecimiento poblacional respecto del censo anterior. Además, se registraron 3199 mujeres y 3115 hombres . Estos datos situaron al departamento menos poblado de la provincia.
|           | 1947  | 1960    | 1970    | 1980   | 1991    | 2001    | 2010   | 2022   |
| Población | 2.588 | 1.960   | 2.256   | 2.063  | 2.654   | 2.926   | 5.158  | 6.314  |
| Variación | -     | -24,26% | +15,10% | -8,55% | +28,64% | +10,24% | +76,3% | +22,4% |

Fuente: Instituto Nacional de Estadísticas y Censos, INDEC

## Localidades y parajes
- Bajo Caracoles
- Gobernador Gregores
- Hipólito Yrigoyen

Parajes: 
- Río Olnie
- Las Horquetas
- El Volcán
- Río Blanco
- Lago Cardiel
- Los Manantiales
- Lago Posadas
- Tucu Tucu
- Tamel Aike